# HD 107832
HD 107832 ( eller HR 4712) är en ensam stjärna i den norra delen av stjärnbilden Kentauren som också har Bayer-beteckningen x1 Centauri. Den har en skenbar magnitud av ca 5,31 och är svagt synlig för blotta ögat där ljusföroreningar ej förekommer. Baserat på parallaxmätning inom Hipparcosuppdraget på ca 7,3 mas, beräknas den befinna sig på ett avstånd på ca 440 ljusår (ca 136 parsek) från solen. Den rör sig närmare solen med en heliocentrisk radialhastighet på ca -10 km/s.

## Egenskaper
HD 107832 är en blå till vit stjärna i huvudserien av spektralklass B8/9 V. Den har en massa som är ca 3 solmassor, en radie som är ca 3,6 solradier och har ca 265 gånger solens utstrålning av energi från dess fotosfär vid en effektiv temperatur av ca 11 300 K.
Stjärnan HD 108114, som  ligger med en vinkelseparation av 0,4 bågminuter, kan eller kan inte utgöra en fysiskt förbunden dubbelstjärna med HD 107832, eftersom de har gemensam egenrörelse och distans.